# بيدرو ميكسيا

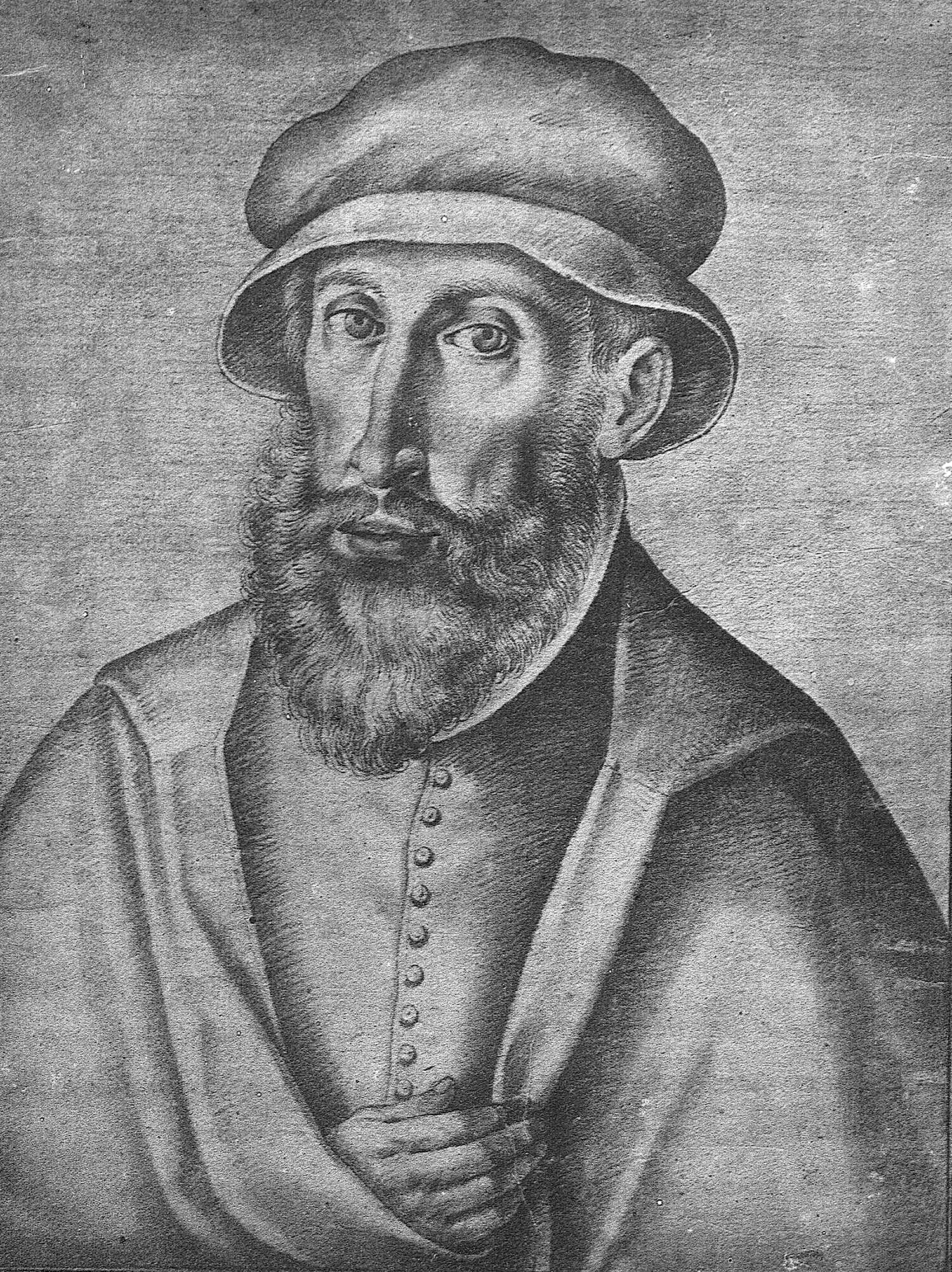
بيدرو ميكسيا

بيدرو ميكسيا (Pedro Mejía) (التهجئة الإسبانية القديمة: Pero Mexía)، (ولد بين 17 يناير و6 سبتمبر 1497 – توفي 17 يناير 1551) كان كاتبًا إسبانيًا في عصر النهضة وإنسانيًا ومؤرخًا.
ولد ومات في إشبيلية عاصمة إقليم أندلسيا (الأندلس)، حيث عاش معظم حياته، وهناك دائمًا عاطفة خاصة لها في كتاباته.
درس العلوم الإنسانية والقانون في جامعتي إشبيلية وسالامانكا. كان يتواصل مع إيراسموس روتردام، وخوان لويس فيفس، وخوان جينيس دي سيبولفيدا . وفي عام 1548، تم تعيينه مؤرخًا رسميًا لبلاط الإمبراطور شارلكان.
كتابه الأهم هو Silva de varia lección ( بالعربية: مجموعة من الدروس المختلفة) (نٌشر عام 1540)، والذي أصبح من أكثر الكتب مبيعًا في أوروبا في وقت مبكر. وقد أعيد طبعه 17 مرة في القرن السادس عشر، وتمت ترجمته إلى الإيطالية (عام 1542)، والفرنسية (عام 1552)، والإنجليزية (عام 1571). في غضون قرن من الزمان، وصلت طبعة الكتاب إلى 31 طبعة باللغة الإسبانية، و75 طبعة باللغات الأجنبية. وهو عبارة عن مجموعة موسوعية من المواضيع ذات الاهتمام عبر مجموعة متنوعة من المعرفة الإنسانية في ذلك الوقت. يأخذ الكتاب المواد من عدد من الكتب منها ليالي العلية (Attic Nights) التي كتبها أولوس جيليوس، ومأدبة السفسطائيين (Banquet of the Sophists) التي كتبها أثينايوس، وعيد زحل (the Saturnalia) لماكروبيوس، والأعمال والأقوال التي لا تنسى (the Moralia and Parallel Lives) لفاليريوس ماكسيموس ، وكتاب De inventoryibus rerum لبوليدور فيرجيل ، والأخلاق والحياة الموازية (the Moralia and Parallel Lives) لبلوطرخس، وفوق كل ذلك كتاب التاريخ الطبيعي (the Natural History) لبلينيوس الأكبر. ويحتوي أيضًا على كتابات إيراسموس روتردام .
على سبيل المثال لا الحصر هنا بعض المؤلفين الذين أثر كتاب بيدرو ميكسيا بهم يمكن العثور على تأثير لكتابه هذا في أعمال ماتيو أليمان، وميغيل دي ثيربانتس، وشكسبير، ومونتين.
الأعمال الرئيسية الأخرى لبيدرو ميكسيا هي:
- Historia Imperial y cesárea (1545)
- Historia del Emperador Carlos V (غير مكتمل وغير منشور)
- Coloquios y Diálogos (1547)